# Who's Next (televisieprogramma)
Who's next was een Nederlands televisieprogramma van RTL 7 in 2006 en 2007, gepresenteerd door Robert van de Roer en Babs Assink.
In het programma Who's next interviewden Robert van de Roer of Babs Assink een Bekende Nederlander over het nieuws uit NRC Next van die dag. Daarnaast praatten ze ook over andere actualiteiten.